# أشرطة الحرب
أشرطة الحرب هو فيلم وثائقي حرب أمريكي صدر عام 2006 من إخراج ديبورا سكراانتون. الفيلم هو أول فيلم وثائقي عن غزو العراق عام 2003 يتم إنتاجه من قبل الجنود أنفسهم.  يتتبع الفيلم ثلاثة جنود من الحرس الوطني لجيش نيو هامبشاير قبل وأثناء وبعد انتشارهم في العراق بعد عام تقريبًا من الغزو. كانت وحدتهم هي شركة تشارلي، الكتيبة الثالثة، فوج المشاة 172 (الجبل)، والتي تم نشرها من مارس 2004 إلى فبراير 2005. 
الجنود الثلاثة الذين ظهروا بالكاميرات في الفيلم هم SPC Michael Moriarty، وSgt Stephen Pink، وSgt Zack Bazzi.  كما قام جنديان آخران، الرقيب دونكان دومي والعريف براندون ويلكنز، بتصوير عمليات انتشارهما بالكامل من أجل الفيلم. وفي المجمل، تم منح 17 جندياً كاميرات وقاموا بتسجيل 800 ساعة من التسجيلات في العراق. وشكلت المقابلات التي أجريت داخل الولايات المتحدة مع الجنود وعائلاتهم 200 ساعة إضافية من التسجيل. تم تقليص "طاقم الممثلين" إلى ثلاثة جنود للفيلم الطويل النهائي. 

## روابط خارجية
- أشرطة الحرب  في قاعدة بيانات الأفلام على الإنترنت (بالإنجليزية)
- Operation Iraqi Footage at Seven Days (newspaper)